# Létili
Der Létili ist ein linker Nebenfluss des Ogooué im zentralafrikanischen Staat Gabun.

## Verlauf
Der Flusslauf entspricht von Osten aus fast der gesamten Grenze zwischen dem Departement Ogooué-Létili innerhalb der Provinz Haut-Ogooué und der der Republik Kongo.